# آیکون (زبان برنامه‌نویسی)
آیکون (Icon)، یک زبان برنامه نویسی بسیار سطح بالا است که برای آسان نمودن نوشتن برنامه‌هایی با هدف کار با رشته‌ها و ساختارها، طراحی شده‌است. این زبان هم مانند بسیاری از زبان‌ها از زبان دیگری مشتق شده‌است. زبان اصلی - که این زبان از روی آن طراحی شده‌است - SNOBOL است. SNOBOL در آزمایشگاه Bell Telephone در اوایل دهه 60 ساخته شد. بعد به زبان SNOBOL4 ارتقا یافت. که هم‌اکنون نیز از آن استفاده می‌شود. Icon در ظاهر ساختارش از SNOBOL4 تأثیر برداشته‌است.
Icon یک زبان بسیار سطح بالا با ویژگی اجرای هدف گرا بوده و امکانات زیادی برای پردازش رشته‌ها و الگوهای متنی دارد. این زبان با SNOBOL که یک زبان پردازش رشته‌است مرتبط است. Icon شی گرا نیست، اما یک نمونه شی گرا که Idol نامیده می‌شد در سال 1996 گسترش یافت که سرانجام تبدیل به Unicon شد.

## درباره آیکون
طراحی و پیاده‌سازی این زبان در محیطی آکادمیک و نه اقتصادی انجام شده‌است. این زبان توسط هیئت علمی، کارمندان و دانشجویان دانشگاه آریزونا، با کمک‌های مالی داوطلبانه از سراسر دنیا پیاده‌سازی شد.
Icon یک زبان برنامه‌نویسی همه منظوره، با قابلیت‌های گسترده برای پردازش رشته‌ها (متن) و ساختارهای داده‌است. این زبان در دسته بندی زبان‌ها جز دسته زبان‌های امری طبقه‌بندی می‌شود. یک زبان با گرامری شبیه C و پاسکال. ولی با معنایی در سطح خیلی بالاتر، که با آن می‌توان کارهای پیچیده‌ای انجام داد.
Icon یک روش نو برای ارزیابی عبارات دارد سبب ارزیابی عبارت بر اساس هدف می‌شود. قابلیت چک کردن تطابق رشته‌ها را دارد که باعث دور شدن برنامه‌نویس از مشکلات ملال‌آور کار با رشته‌ها می‌شود. داده‌ساختارها درونی Icon شامل setها و جدول‌ها با قابلیت داشتن لیست‌هایی است که بتوان از آن به عنوان vector استفاده کرد.
سیستم type این زبان قوی است. تبدیل تایپ در این زبان به صورت خودکار انجام می‌شود. و اگر یک عددی، در جایی که باید رشته به کار رود استفاده شود، به صورت خودکار به رشته تبدیل می‌شود. چند پیاده‌سازی از icon قابلیت‌های سطح بالای گرافیکی، با رابط آسان کاربری وجود دارد.
Icon مدیریت حافظه خودکار دارد، اشیا زمانی که به آن‌ها احتیاج هست، در طول اجرا ساخته می‌شوند. و فضا با garbage collection آزاد می‌گردد. تنها محدودیت در طول رشته‌ها و ساختارهای داده، میزان حافظه موجود است.
کلمه Icon مخفف و بیان‌گر موضوع خاصی نیست. با این وجود وقتی این اسم را انتخاب می‌کردند به کلمه iconoclatis –به معنای بت‌شکنی - نیز اشاره‌هایی شد. این اسم قبل از این که این کلمه کاربرد کنونی خود را پیدا کند انتخاب شد. ممکن است بعضی‌ها فکر کنند که این زبان برای طراحی icon(نقشک) ساخته شده، ولی این‌طور نیست.

## Icon برای چه کارهایی خوب است؟
یک زبان همه منظوره مثل Icon به درد اکثر کارهای برنامه‌نویسی می‌خورد. به خصوص برای ساخت ابزارهای نرم‌افزاری برای پردازش روی متن، و برای برنامه‌های تحقیقاتی و مطالعاتی مناسب است.این زبان برای راحت‌تر ساختن برنامه‌نویسی درست شده‌است، روی ارزش زمان برنامه‌نویس و اهمیت سریع به کار افتادن برنامه توجه می‌کند. به صورت متداول این زبان برای کارهای کوتاه، کارهایی که یک بار می‌توان آن‌ها را انجام داد و انجام آن (نه کیفیت انجام) مهم است و کارهای بیش از حد پیچیده‌است.

## ویژگی‌های زبان Icon
- زبان سطح بالا، همه منظوره
- احتیاجی به؛ در آخر خط‌ها ندارد.
- توجه به بالا بردن بهره‌وری برنامه‌نویس
- تابعی بودن
- مقدارها type دارند. متغیرها ندارند. (هر مقداری را قبول می‌کنند)
- حوزه ایستا (عمومی یا محلی) static scoping
- همه اعداد دقت اختیاری دارند.
- String نوع داده اولیه محسوب می‌شود.
- Listهایی دارد که مثل آرایه، صف یا پشته عمل می‌کنند.
- شی‌گرا نیست.
- همروندی ندارد.
- کتابخانه بزرگی از توابع دارد.

## نحو پایه
زبان Icon از خانواده ALGOL زبان‌های برنامه‌نویسی ساخت یافته‌است مشتق شده‌است و بنابراین نحوی شبیه به C یا Pascal دارد. Icon بیشتر شبیه به Pascal است، از نحو := برای تخصیص، کلمه کلیدی procedure و نحو مشابه آن استفاده می‌کند. از طرف دیگر Icon از سبک پرانتزهای C برای ساخت یافته‌سازی گروه‌های اجرایی استفاده می‌کند و اجرای برنامه‌ها با رویه‌ای به نام main آغاز می‌شود. 
از خیلی جهات Icon همچنین خصوصیاتی شبیه به بسیاری از زبان‌های برنامه‌نویسی اسکریپتی دارد (مانند SNOBOL): الزامی برای تعریف متغیرها نیست، انواع به‌طور اتوماتیک تعیین می‌شوند، و اعداد می‌توانند به‌طور اتوماتیک به رشته‌ها تبدیل شوند و برعکس. ویژگی دیگری که در زبان‌های اسکریپتی رایج است، اما نه در همه آنها، استفاده از کاراکتر پایان خط است، در Icon، خط‌ها با نقطه و ویرگول پایان نمی‌یابند و اگر منطقی باشد با نقطه و ویرگول ضمنی پایان می‌یابند.
رویه‌ها بلوک‌های پایه برنامه‌های Icon هستند، و اگرچه آن‌ها از نام‌گذاری Pascal استفاده می‌کنند اما بیشتر شبیه توابع C عمل می‌کنند و می‌توانند مقادیری را برگردانند، در Icon کلمه کلیدی function وجود ندارد.
```
 
procedure
 
doSomething
(
aString
)

 
write
(
aString
)

 
end

```

## اجرای هدف گرا
یکی از مفاهیم کلیدی Icon این است که ساختارهای کنترلی، به جای boolean منطقی در بسیاری از دیگر زبان‌های برنامه نویسی، بر اساس عبارات "success" یا "failure" پایه‌گذاری شده‌اند. در این الگو، مقایسه‌های ساده مانند if a<b مانند دیگر زبان‌ها، به معنی « اگر عمل سمت راست درست ارزیابی شود » نیست، در عوض چیزی مثل « اگر عملیات سمت راست موفقیت‌آمیز باشند » معنی می‌دهد. در این حالت عملگر <موفقیت‌آمیز است اگر مقایسه درست باشد، بنابراین نتیجه نهایی نیز همین است. علاوه براین، عملگر <اگر موفقیت‌آمیز باشد، متغیر دومی را برمی گرداند، که اجازه می‌دهد چیزهایی شبیه if a<b<c، که یک شکل مقایسه رایج است و در اکثر زبان‌ها به‌طور مستقیم قابل استفاده نیست، نوشته شوند.
کاربرد این مفهوم در ارتباط با مثال‌های دنیای واقعی واضح تر شود. بنابراین Icon از موفقیت یا شکست برای همه جریانهای کنترلی استفاده می‌کند، مانند این نمونه کد: 
```
 
if
 
a
 
:=
 
read
()
 
then
 
write
(
a
)

```

این کد یک خط از ورودی استاندارد را در خروجی استاندارد کپی خواهد کرد. چیزی که در مورد مثال مورد توجه‌است این است که حتی اگر read() ایجاد خطا کند، کد کار خواهد کرد، مثلاً اگر فایل موجود نباشد. در این حالت وضعیت a:=read() موفقیت‌آمیز نخواهد بود و به سادگی، write فراخوانی نخواهد شود.
موفقیت و شکست در توابع به سمت بالا منتقل می‌شوند به این معنی که شکست در یک تابع تو در تو باعث می‌شود توابعی که آن را فراخوانی می‌کنند نیز با شکست روبرو شوند. برای نمونه، ما می‌توانیم در یک خط، برنامه‌ای بنویسیم که همه یک فایل ورودی را خروجی کپی کند :
```
 
while
 
write
(
read
())

```

هنگامی که دستور read() شکست می‌خورد، برای مثال در انتهای فایل، شکست به‌طور زنجیره‌ای بالا خواهد آمد و write() نیز به همین ترتیب شکست می‌خورد. while که یک ساختار کنترلی است، با شکست متوقف می‌شود، به این معنی که فایل خالی می‌باشد. برای مقایسه، مثالی مشابه این را در pseudocode براساس Java می‌بینیم :
```
 
try
 
{

 
while
 
((
a
 
=
 
read
())
 
!=
 
EOF
)
 
{

 
write
(
a
);

 
}

 
}
 
catch
 
(
Exception
 
e
)
 
{

 
// do nothing, exit the loop

 
}

```

در این حالت دو مقایسه نیاز است، یکی برای انتهای فایل (EOF) و دیگری برای تمام دیگر خطاها. چون Java اجازه نمی‌دهد خطاها مانند عبارات منطقی مقایسه شوند، مانند Icon، باید نحو طولانی try/catch به جای آن استفاده شود. همچنین بلوک‌های try در عمل یک هزینه اضافی را، حتی اگر خطایی رخ ندهد، تحمیل می‌کنند، یک هزینه توزیعی که Icon از آن اجتناب می‌کند.
بنابر این مفهوم، اجرای هدف گرا در Icon به این معناست که تا زمانی که برخی اهداف محقق شوند، اجرا ادامه می‌یابد. در مثال بالا هدف خواندن تمام فایل است. دستور خواندن تا زمانی ادامه می‌یابد که اطلاعاتی برای خواندن موجود باشد، و وقتی اطلاعاتی نباشد، شکست می‌خورد. بنابراین در این زبان، به جای استفاده از بررسی وضعیت بازگشت‌ها یا ساختارهای مشابه، هدف مستقیماً در کد آورده می‌شود.

## مولدها
عبارات در Icon اغلب فقط یک مقدار برمی گردانند، برای نمونه، x<5 با موفقیتی با مقدار 5 یا شکست ارزیابی خواهد شد. مثال‌هایی از every و to. every سبب می‌شود تا to تا زمانی که شکست بخورد به برگرداندن مقادیر ادامه دهد.
مولدها یکی از مفاهیم کلیدی در Icon هستند. مولدها بسیاری از ساختارهای حلقه‌ای را، به صورت بسیار صریح تر، در این زبان هدایت می‌کنند. برنامه‌نویس حلقه‌ای نمی‌نویسد و نیازی به مقایسه شرط نیست، Icon همه این کارها را برای او انجام می‌دهد.
Icon شامل چندین مولدساز است. نحو alternator اجازه می‌دهد یک سری از آیتم‌ها، تا هنگامی که یکی شکست بخورد، به ترتیب تولید شوند: 1 | "hello" | x<5، اگر x از 5 کمتر باشد، می‌تواند "1"، "hello" و "5" را تولید کند. متناوب سازها می‌توانند در بسیاری از حالت‌ها مانند "or" خوانده شوند، برای نمونه :
```
 
if
 
y
 
<
(
x
 
|
 
5
)
 
then
 
write
(
«
y
=
»
,
 
y
)

```

اگر از x یا 5 کوچکتر باشد، این کد مقدار y را در خروجی خواهد نوشت. Icon به صورت ساختاری تمام مقادیر را از چپ به راست چک می‌کند تا اولین موفقیت رخ دهد یا لیست خالی شود و شکست را برگرداند. یادآوری می‌شود که توابع فقط تا زمانی که فراخوانی‌های شامل آن‌ها شکست نخورد، فراخوانی خواهند شد، بنابراین این مثال را می‌توان به صورت کوتاه تر، به شکل زیر نوشت :
```
 
write
(
«
y
=
»
,
 
(
x
 
|
 
5
)
>
 
y
)

```

یک مولد ساده دیگر to است که می‌تواند اعداد صحیح تولید کند، every write(1 to 10) دقیقاً همانگونه که نشان می‌دهد عمل خواهد کرد. نحو bang هر آیتم یک لیست را تولید می‌کنند. every write(!aString) هر کاراکتر aString را در یک خط جدید خواهد نوشت.
اثبات قدرت این مفهوم، مقایسه عملگرهای رشته‌است. اغلب زبان‌ها تابعی با نام find یا indexOf دارند که موقعیت یک رشته را در رشته دیگر برمی گرداند. در مقایسه با :
```
 
s
 
=
 
«
All
 
the
 
world
'
s
 
a
 
stage
.
 
And
 
all
 
the
 
men
 
and
 
women
 
merely
 
players
»
;

 
i
 
=
 
indexOf
(
"the"
,
 
s
)

```

این کد 4 را به عنوان اولین موقعیت ظاهر شدن کلمه "the" برخواهد گرداند. برای پیدا کردن نمونه بعدی "the" از تناوب استفاده می‌شود، , i = indexOf("the", s, 5)، 5 در انتها بیان می‌کند که باید از موقعیت 5 به بعد جستجو شود. برای یافتن تمام دفعات ظاهر شدن "the"، یک حلقه باید استفاده شود...
```
 
s
 
=
 
«
All
 
the
 
world
'
s
 
a
 
stage
.
 
And
 
all
 
the
 
men
 
and
 
women
 
merely
 
players
»
;

 
i
 
=
 
indexOf
(
"the"
,
 
s
)

 
while
 
i
 
!=
 
-1
 
{

 
write
(
i
);

 
i
 
=
  
indexOf
(
"the"
,
 
s
,
 
i
+
1
);

 
}

```

در Icon تابع find یک مولد است، و نمونه بعدی از رشته را تا زمانی که در انتهای رشته شکست بخورد در هر دفعه بازخواهد گرداند. همان کد در Icon می‌تواند اینطور نوشته شود :
```
 
s
 
:
=
 
«
All
 
the
 
world
'
s
 
a
 
stage
.
 
And
 
all
 
the
 
men
 
and
 
women
 
merely
 
players
»

 
every
 
write
(
find
(
"the"
,
s
))

```

Find، موقعیت نمونه بعدی "the" را هربار بازخواهد گرداند و تا زمانی که به انتهای رشته برسد ادامه می‌یابد.
البته زمانهایی هست که شما می‌خواهید عمداً رشته‌ای را بعد از نقطه‌ای از ورودی بیابید، برای نمونه، شما ممکن است بخواهید یک فایل متنی را که شامل داده‌های یک جدول متقاطع است بررسی کنید. اجرای هدفگرا در اینجا به خوبی عمل خواهد کرد و به این صورت می‌تواند مورد استفاده قرار گیرد :
```
 
write
(
5
 
<
find
(
"the"
,
 
s
))

```

اگر "the" بعد از موقعیت 5 ظاهر شود، موقعیت برگردانده خواهد شد، در غیر این صورت مقایسه شکست خواهد خورد و مانند قبل، شکست را به write() منتقل خواهد کرد. در این کد یک ترفند کوچک وجود دارد که نیاز به ملاحظه دارد : مقایسه مقدار سمت راست را برمی گرداند، بنابراین لازم است که find را در سمت راست مقایسه قرار دهیم. اگر 5 در سمت راست قرار گیرد، 5 نوشته خواهد شد.
Icon چند ساختار کنترلی را برای حلقه مولدها اضافه می‌کند. عملگر every شبیه whileاست، ایجاد حلقه می‌کند و با رسیدن به شکست، حلقه پایان می‌یابد.
```
 
every
 
k
 
:=
 
i
 
to
 
j
 
do

 
write
(
someFunction
(
k
))

```

چرا every را به جای حلقه while در این حالت استفاده می‌کنیم؟ چون while مجدداً نتیجه اولیه را مقداردهی می‌کند اما every همه نتایج را تولید می‌کند. نحو every مانند بلوک‌ها در Smalltalk مقادیر را به تابع می‌فرستد. برای نمونه، حلقه بالا می‌تواند به صورت زیر بازنویسی شود :
```
 
every
 
write
(
someFunction
(
i
 
to
 
j
))

```

کاربران می‌توانند با استفاده از کلمه کلیدی suspend به آسانی مولدهای جدید ایجاد کنند :
```
 
procedure
 
findOnlyOdd
(
pattern
,
 
theString
)

 
every
 
i
 
:=
 
find
(
pattern
,
 
theString
)
 
do

 
if
 
i
 
%
 
2
 
=
 
1
 
then
 
suspend
 
i

 
end

```

این مثال روی theString که از find برای پیدا کردن الگو استفاده می‌کند دور می‌زند. وقتی نمونه‌ای پیدا شود، و موقعیت فرد باشد، موقعیت از تابع با suspend برگردانده می‌شود. در غیر این صورت return suspend در جایی که در مولدهای عمومی نوشته می‌شود.

## رشته‌ها
Icon برای حذف عملکرد شبه اسکریپتی خود، قابلیت‌هایی را برای سهولت کار با رشته‌ها افزوده‌است که قابل توجه‌ترین آن‌ها scanning system است که به‌طور مکرر در توابع رشته‌ای فراخوانی می‌شود :
```
 
s
 
?
 
write
(
find
(
"the"
))

```

این کد، حالت کوتاه‌تر مثال‌هایی است که قبلاً نشان داده شد. در این حالت عنوان تابع find در خارج از پارامترها در جلوی علامت سؤال قرار داده می‌شود.
در زبان Icon چند ویژگی به آن اضافه شده‌است که کار کردن با رشته را آسان‌تر می‌کند. بیشترین چیزی که در این زبان جلب توجه می‌کند، سیستم بررسی رشته آن است که توابع را به صورت پیاپی روی رشته فراخوانی می‌کند.
```
s ? write(find("the"))
```

صورت ساده شده یکی از مثال‌های قبلی است. در این جا چیزی که در آن باید تابع find بگردد در بیرون تابع find و قیل از علامت سؤال آمده‌است.
زیر رشته‌ها از یک رشته با استفاده از براکت و مشخص کردن بازه به دست کی آیند. یک بازه می‌تواند به یک کاراکتر از رشته یا یک تکه از رشته اشاره کند. رشته‌ها می‌توانند از راست به چپ یا برعکس index شوند. مهم این است که شمارهٔ این اندیس‌ها می‌تواند 1A2B3C4 یا -3A-2B-1C0 باشد. برای مثال:
```
"Wikipedia"[1] ==> "W"
"Wikipedia"[3] ==> "k"
"Wikipedia"[0] ==> "a"
"Wikipedia"[1:3] ==> "Wi"
"Wikipedia"[-2:0] ==> "ia"
"Wikipedia"[2+:3] ==> "iki"
```

در آخرین مثال به جای بازه طول آن نشان داده شده‌است.
در این جا چند کار دیگر که با رشته‌ها می‌توان انجام داد را می‌بینید:
```
s := "abc"
s[2] := "123"
```

"a123c"مقدار کنونی s است.
```
s := "abcdefg"
s[3:5] := "ABCD"
```

"abABCDefg" مقدار کنونی s است.
```
s := "abcdefg"
s[3:5] := ""
```

"abefg" مقدار کنونی s است.

## ساختارهای دیگر
رشته‌های Icon لیست‌های ساده‌ای از کاراکترها هستند، مانند معادل آن‌ها در C. علاوه بر این، Icon به کاربر اجازه می‌دهد به آسانی لیست‌های خودش را ایجاد کند (یا آرایه‌ها) :
```
 
aCat
 
:
=
 
[
"muffins"
,
 
"tabby"
,
 
2002
,
 
8
]

```

آیتم‌های موجود در یک لیست می‌توانند از هر نوعی باشند، از جمله ساختارهای دیگر. برای ساختن سریع تر لیست‌های بزرگتر، Icon شامل مولد list است، i := list(10, "word") یک لیست که شامل 10 کپی از "word" است را تولید می‌کند.
مانند آرایه‌ها در زبان‌های دیگر، Icon اجازه می‌دهد آیتم‌ها با موقعیت شان جستجو شوند. weight := aCat[4]
Icon شامل توابع شبه پشته‌ای است، push و pop امکان ایجاد پشته‌ها و صف‌ها را فراهم می‌آورند.
Icon همچنین شامل توابعی برای مجموعه‌ها و جدول هاست. (درهم سازی‌ها، آرایه‌های انجمنی، لغت‌نامه‌ها و...)
```
 
symbols
 
:
=
 
table
(
0
)

 
symbols
[
"there"
]
 
:=
 
1

 
symbols
[
"here"
]
 
:=
 
2

```

این کد جدولی که مقدار پیش‌فرض هر کلید ناشناخته آن صفر است ایجاد می‌کند. سپس دو آیتم را با کلیدهای "there" و "here" و مقادیر 1 و 2 به آن اضافه می‌کند.

## نمونه برنامه‌های زبان Icon
```
procedure main()
while write(map(read(), &ucase, &lcase))
end
```

اولین خط برنامه را شروع می‌کند.read و write توابعی هستند که یک خط را می‌خوانند یا می‌نویسند. map یک رابطه یک به یک با توجه به آرگومان‌های 2و3 جا به جا می‌شود.دو کلمه کلیدی &ucase و &lcase شامل کاراکترها ی حروف بزرگ و کوچک است while هم یک حلقه‌است که تا زمانی که عمل خواندن تمام نشده تکرار می‌شود.
```
s = «All the world's a stage. And all the men and women merely players»;
i = indexOf("the", s)
```

این کد 4 را برمی گرداند. جای اولین باری که در آن the آمده‌است.
```
i = indexOf("the", s, 5)
```

این کد از جای 5 به بعد دنبال the می‌گردد.
```
s = «All the world's a stage. And all the men and women merely players»;
i = indexOf("the", s)
while i != -1 {
  write(i);
  i =  indexOf("the", s, i+1);
}
```

در هر مرحله جای بعدی رشته the را بر می‌گرداند تا زمانی که پس از تمام کردن رشته s ناموفق باشد که تمام می‌شود.
همین کد تحت Icon می‌تواند به این صورت نیز نوشته شود:
```
s := «All the world's a stage. And all the men and women merely players»
every write(find("the",s))
```

findهر دفعه که فراخوانی شود، جای بعدی رشته the در s را می‌دهد.
```
write(5 <find("the", s))
```

زمانی رشته را برمی‌گرداند که جایی که در آن the پیدا شده شماره‌اش از 5 بیشتر باشد.
```
every k := i to j do
write(someFunction(k))
```

چرا از every جای while در این مورد استفاده شده؟
چون while نتیجه اول را دوباره ارزیابی می‌کند در حالی که every همه نتایج را تولید می‌کند. عبارت every در واقع مقدارهای قبلی را به تابع می‌دهد، به عنوان مثال کد بالا می‌تواند به این صورت بازنویسی شود.
```
every write(someFunction(i to j))
```